# Melicope pauciflora
Melicope pauciflora är en vinruteväxtart som beskrevs av Thomas Gordon Hartley. Melicope pauciflora ingår i släktet Melicope och familjen vinruteväxter. Inga underarter finns listade i Catalogue of Life.